# قزل‌قیه، قرقیزستان
قزل‌قیه (به قرقیزی: Кызыл-Кыя، قىزىل قىيا) شهری در استان بادکند کشور قرقیزستان است که در سرشماری سال ۲۰۰۵ میلادی، ۲۹۳۳۴ نفر جمعیت داشته است.